# Raa-Besenbek
Raa-Besenbek er en by og en kommune i det nordlige Tyskland, beliggende i Amt Elmshorn-Land under Kreis Pinneberg. Kreis Pinneberg ligger i den sydlige del af delstaten Slesvig-Holsten.

## Geografi
Raa-Besenbek ligger lige øst for Elmshorn, som den er adskilt fra af vandløbet Krückau.
Landsbyen Raa ligger i Elbmarsken og er beskyttet mod højvande, mens Besenbek hovedsageligt ligger på geesten.
Mod sydvest, ved Krückau ligger Spiekerhörn, der siden 1938 har hørt under Raa-Besenbek , mens den tidligere var under Elmshorn.